# Karel Kolář
Karel Kolář (Checoslovaquia, 16 de diciembre de 1955-4 de octubre de 2017) fue un atleta checoslovaco especializado en la prueba de 4x400 m, en la que consiguió ser medallista de bronce europeo en 1978.

## Carrera deportiva
En el Campeonato Europeo de Atletismo de 1978 ganó la medalla de bronce en los relevos 4x400 metros, con un tiempo de 3:04.99 segundos, tras Alemania del Oeste y Polonia (bronce).